# アオバハゴロモ属
アオバハゴロモ属（学名：Geisha）は、カメムシ目ヨコバイ亜目アオバハゴロモ科(Flatidae)に分類される属の一つ。

## 種
属する種は以下のとおり。
- Geisha bifurcata
- Geisha distinctissima アオバハゴロモ
- Geisha qinlingeinsis